# Paranaitis polynoides
Paranaitis polynoides är en ringmaskart som först beskrevs av Moore 1909.  Paranaitis polynoides ingår i släktet Paranaitis och familjen Phyllodocidae. Arten har ej påträffats i Sverige. Inga underarter finns listade i Catalogue of Life.